# تجرك بالا (أبعلي)
تجرك بالا (بالفارسية: تجرک بالا) هي قرية تقع في إيران في Abali Rural District.